# آستان امامزاده عبدالله
آستان امامزاده عبداللّه مربوط به دوره قاجار است و در استان قم، بخش خلجستان، روستای فوجرد واقع شده است. این اثر در تاریخ ۱۶ شهریور ۱۳۸۳ با شماره ثبت ۱۱۱۰۲ به عنوان یکی از آثار ملی ایران به ثبت رسیده است.